# Casinos Austria

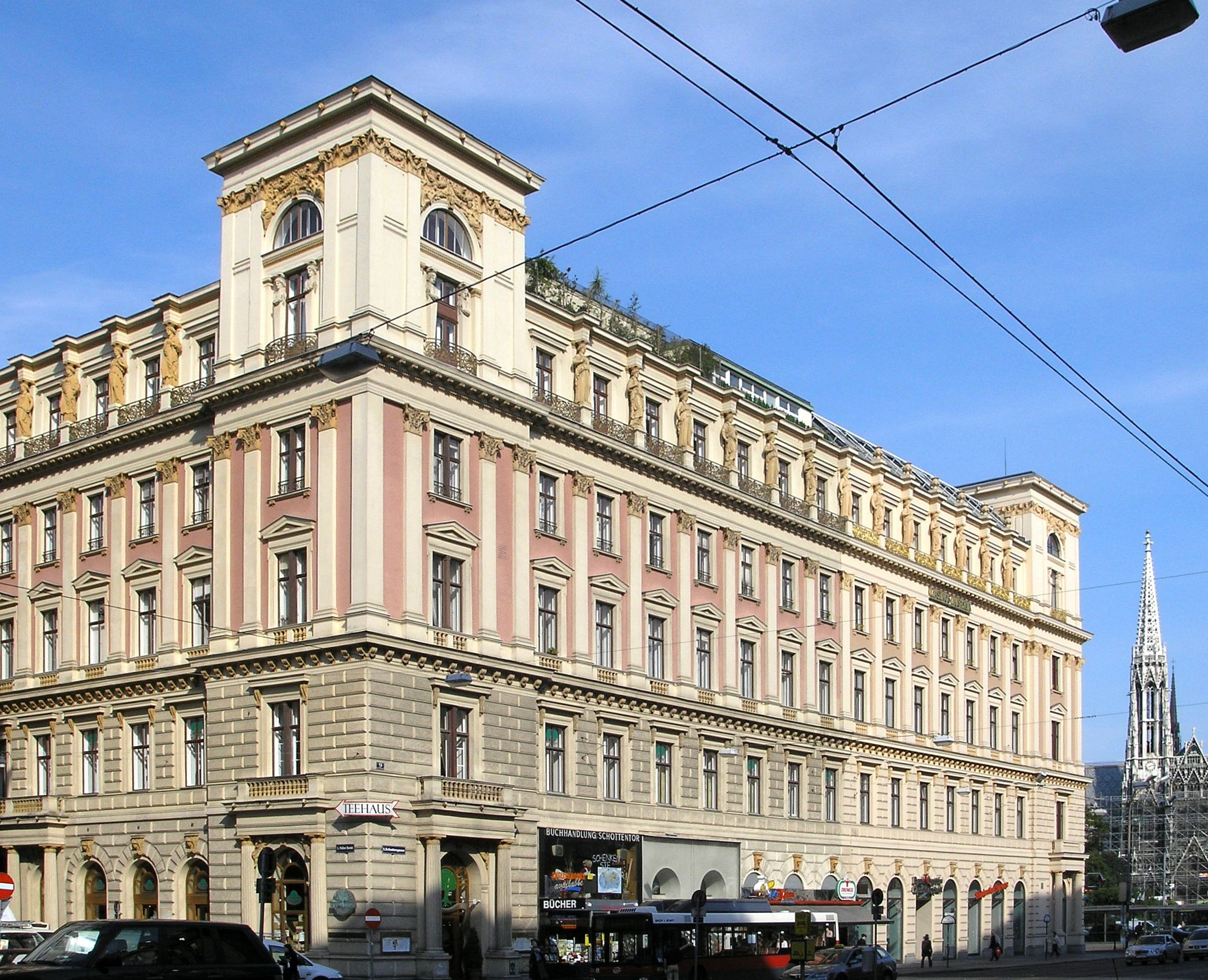
Il Palazzo Ephrussi a Vienna è stata la sede dal 1969 al 2009

Casinos Austria AG (chiamato anche con la sigla CASAG) è una società di gioco formata nel 1967. La sede centrale è a Vienna.
Il primo casinò fu fondato nel 1934 con il nome di "Österreichische Casino AG". Dopo aver chiamato nome nel 1967, nel 1985 assume la denominazione attuale. Attualmente dispone di circa 74 casinò, la maggior parte in Austria, ma anche in Danimarca, Repubblica Ceca, Sudafrica, Belgio e dal 2007 anche a Belgrado per un totale di 60 strutture in 18 paesi. Ogni anno 17 milioni di visitatori visitano i locali della società. Nel 2011 ha raggiunto un fatturato di 3,47 miliardi di euro, registrando un aumento delle vendite pari al 5.8%.